# Горбово (городской округ Клин)
Горбово — деревня в Клинском районе Московской области, в составе Городского поселения Клин. Население — 18 чел. (2010). До 2006 года Горбово входило в состав Давыдковского сельского округа.
Деревня расположена в юго-восточной части района недалеко от границы с Солнечногорским, примерно в 7 км к юго-востоку от города Клин, высота центра над уровнем моря 192 м. Ближайшие населённые пункты — Залесье на северо-востоке и Голенищево с Синьково на западе. Усеверной окраины деревни проходит региональная автодорога 446К-0260 (автотрасса М10 «Россия» — Зубово — Московское большое кольцо).

## Население
| 2002 | 2006 | 2010 |
| ---- | ---- | ---- |
| 16   | ↘13  | ↗18  |